# Suru (Bantarbolang)
Suru is een bestuurslaag in het regentschap Pemalang van de provincie Midden-Java, Indonesië. Suru telt 3784 inwoners (volkstelling 2010).